# Colpocephalum californici
Colpocephalum californici — вимерлий вид вошей родини Menoponidae. Зникнення цього виду є прикладом вимирання, яке спричинене охороною природи.

## Історія
Вид був паразитом каліфорнійського кондора. Описаний в 1963 році на основі дев'яти зразків (чотирьох жіночих і п'яти чоловічих), зібраних з каліфорнійських кондорів в Смітсонівському національному зоопарку. У 1980 році залишилося лише 27 кондорів, які мешкали лише в неволі в двох місцях — Зоопарку Лос-Анджелеса та зоопарку Сан-Дієго. У рамках програми відтворення виду, науковці обробили всіх кондорів пестицидом, щоб убити їхніх паразитів. З цього часу C. californici вважається вимерлим видом.
Вимирання C. californici стало позивом до дискусії про необхідність збереження паразитів. Тим паче, що, за даними біологів, воші цього виду не завдавали шкоди своїм господарям. У 2011 році в щорічному «Annual Review of Entomology» вийшла стаття «Arthropods of Medicoveterinary Importance in Zoos», в якій вимирання цього виду було названо «гострим прикладом» втрати біорізноманіття. Там же було зазначено, що роль цього виду в екології його господаря в результаті так і не була повністю зрозуміла.

## Опис
У представників даного виду спостерігався статевий диморфізм. У самців в передній частині голови знаходилися дві пари голкоподібних щетинок, і ще від чотирьох до восьми в верхній частині голови. Ширина задньої частини голови становила 0,50-0,53 мм, а ширина переднього відділу — 0,34-0,40 мм.
Самиці мали не більше чотирьох щетинок у верхній частині голови. I і II черевні сегменти були лише трохи довше III сегмента. Латеральні тергоцентричні щетинки на сегментах II і III були не довше серединних щетинок.